# Gulerod-slægten
Gulerod-slægten (Daucus) rummer ca. 20 arter, der er udbredt i Nordafrika, Mellemøsten og Europa. Det er toårige, urteagtige planter med en enkelt, opret og forgrenet stængel. Bladene i den grundstillede roset er stilkede, flerdobbelt uligefinnede med små, smalle småblade. Stængelbladene bliver mere og mere kortstilkede og er til sidst stængelomfattende. Også de har smalle, aflange småblade. Blomsterne sidder i side- og endestillede skærme, og de enkelte blomster er regelmæssige og 5-tallige med hvide eller gule kronblade. De yderste i skærmen har dog en skæv krone, sådan at deres udadvendende kronblade er særligt store. Frugterne er nødder.
| Beskrevne arter |

- Have-Gulerod (Daucus carota ssp. sativus)
- Vild Gulerod (Daucus carota)

| Beskrevne arter |

| - Daucus arcanus - Daucus aureus - Daucus biseriatus - Daucus broteri - Daucus capillifolius - Daucus conchitae - Daucus crinitus - Daucus durieua - Daucus glochidiatus - Daucus gracilis - Daucus guttatus - Daucus hochstetteri - Daucus involucratus | - Daucus jordanicus - Daucus littoralis - Daucus microscias - Daucus montanus - Daucus muricatus - Daucus pusillus - Daucus reboudii - Daucus sahariensis - Daucus setifolius - Daucus syrticus - Daucus tenuisectus - Daucus virgatus |